# موسی دیابی
موسی دیابی (فرانسوی: Moussa Diaby‎؛ زادهٔ ۷ ژوئیهٔ ۱۹۹۹) بازیکن فوتبال اهل فرانسه است، که برای باشگاه فوتبال الاتحاد بازی می‌کند.

## باشگاهی
از باشگاه‌هایی که در آن بازی کرده‌است می‌توان به پاری سن ژرمن، کروتونه و بایر لورکوزن اشاره کرد.

## حرفه بین‌المللی

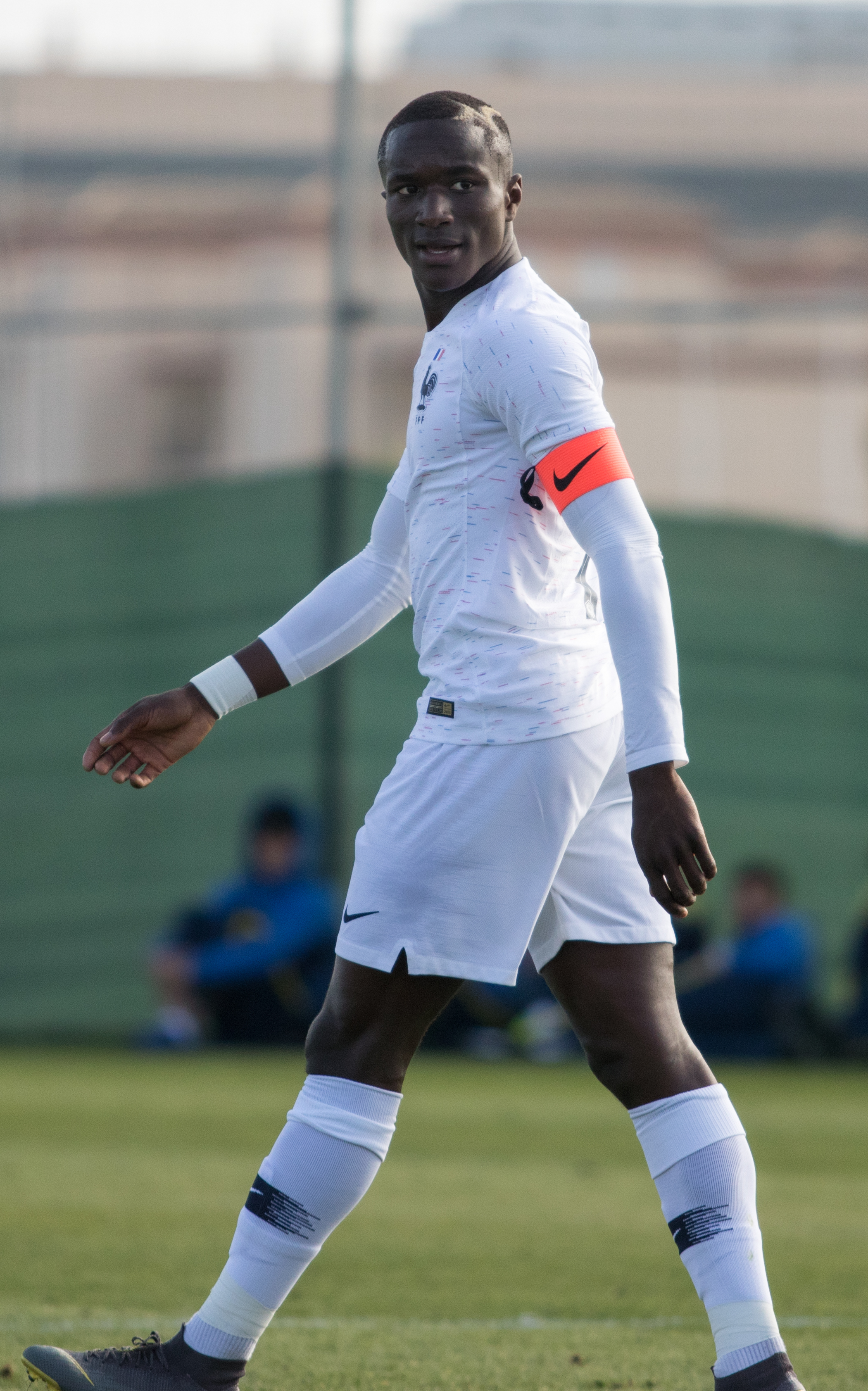
دیابی در حال بازی برای زیر ۲۰ سال فرانسه

دیابی یک ملی پوش جوان فرانسوی است، که نماینده این کشور در سطوح ملی از زیر ۱۸ تا زیر ۲۱ سال می‌باشد. وی  به واسطه والدینش که یکسال قبل از بدنیا آمدن او از مالی به فرانسه مهاجرت کردند دارای شرایط بازی برای تیم ملی فوتبال مالی را نیز دارد .